# 川赤芍
川赤芍（学名：Paeonia anomala subsp. veitchii）为毛茛科芍药属窄叶芍药的亚种，是中国的特有植物。分布在中国大陆的西藏、甘肃、青海、四川、陕西等地，生长于海拔1,800米至3,700米的地区，常生长在山坡林下草丛中、路旁及山坡疏林中，是较矮小的芍药属品种，目前尚未由人工引种栽培。

## 异名
- Paeonia veitchii Lynch var. leiocarpa W. T. Wang et S. H. Wang ex K. Y. Pan
- Paeonia veitchii Lynch var. uniflora K. Y. Pan
- Paeonia veitchii Lynch var. woodwardii (Stap ex Cox) Stern
- Paeonia veitchii Lynch in Gard.

## 外部連結
- 川赤芍 Chuanceshao （页面存档备份，存于） 藥用植物圖像資料庫 (香港浸會大學中醫藥學院) （繁體中文）（英文）